# انباه الرواه
إنباة الرواة علی أنباهِ النُحاة عنوان کتابی است از جمال‌الدین قفطی، نویسنده و مورخ قرن ششم و هفتم قمری. این کتاب در سه جلد تدوین شده و از معدود آثار برجای‌ماندهٔ نویسنده محسوب می‌شود.
این کتاب در منابع قدیمی با نام‌های دیگری مانند أخبار الحکماء (قفطی در مقدمهٔ خودِ کتاب)، أخبار النحاة (یاقوت حموی در معجم الادبا) و تاریخ النحاة (سیوطی در البغیة و حسن المحاضرة) نیز ذکر شده‌است.
این کتاب در چهار جلد و مشتمل بر ۹۷۶ مدخل در سال ۱۹۸۶ میلادی با تصحیح محمد ابوالفضل ابراهیم توسط موسسه انتشاراتی دارالفکر العربی در قاهره منتشر شد.